# Eusiroides sarsi
Eusiroides sarsi är en kräftdjursart som beskrevs av Édouard Chevreux 1900. Eusiroides sarsi ingår i släktet Eusiroides och familjen Eusiridae. Inga underarter finns listade i Catalogue of Life.